# World Vengeance Tour
World Vengeance Tour —en español: Gira venganza mundial— es la décima tercera gira mundial de conciertos de la banda británica de heavy metal Judas Priest, en promoción al álbum Screaming for Vengeance de 1982. Comenzó el 26 de agosto de 1982 en el Stabler Arena de Bethlehem en los Estados Unidos y culminó el 22 de diciembre de 1983 en el Birmingham Odeon de Birmingham en Inglaterra.

## Antecedentes
Se inició en agosto de 1982 en Bethlehem, dando paso así a su gira con la mayor cantidad de presentaciones por los Estados Unidos hasta ese entonces. Una de sus características principales fue el gran tamaño del escenario, que debido a ello no pudieron ensayar sobre el hasta el mismo día del primer concierto de la gira. De acuerdo con Rob Halford en la biografía Heavy Duty de 1984, afirmó que ellos no conocían las dimensiones del escenario y que quedó impresionado por el trabajo del equipo técnico al momento de armarlo y desarmarlo noche tras noche.
A lo largo de la extensa gira por Norteamérica tuvieron como bandas de soporte a Iron Maiden, Uriah Heep y Krokus principalmente. Además y debido al éxito que generó en sus fanáticos estadounidenses, la gira se extendió por ese país hasta enero y febrero de 1983. Incluso en mayo de ese año participaron del US Festival durante el día del heavy metal presentándose ante más de 350 000 personas.
Esto molestó a los fanáticos europeos ya que muchas de las fechas en ese continente se cancelaron, para preferir los conciertos por Estados Unidos. Aun así en diciembre de 1983 dieron una mini gira por el Reino Unido y Alemania, que en su tiempo no se sabía si pertenecía a la promoción de este disco o de Defenders of the Faith, cuya serie de conciertos se inició un mes más tarde.

## Grabaciones
A lo largo de toda la gira se grabaron algunas de sus presentaciones que han salido a la luz pública como bootlegs. Sin embargo el principal registro audiovisual fue el concierto dado el 12 de diciembre de 1982 en Memphis, cuya grabación fue realizada por el canal de televisión MTV. Al año siguiente se publicó en formato VHS bajo el título de Judas Priest Live y que no contó con el consentimiento del grupo. 
En el 2004 la grabación fue incluida como material extra de la caja recopilatoria Metalogy y dos años más tarde se publicó en formato DVD como Live Vengeance '82. Otra de las grabaciones importantes fue la del US Festival, que recién en el 2012 se lanzó como DVD en la edición especial del trigésimo aniversario del disco Screaming for Vengeance.

## Lista de canciones
Al igual que en todas sus anteriores giras, incluían o sacaban ciertas canciones de sus listados. A continuación los setlist dados en Memphis el 12 de diciembre de 1982 y el interpretado en Londres el 16 de diciembre de 1983. Cabe señalar que en varias fechas por el Reino Unido tocaban la canción «Freewheel Burning», que sería incluido en el álbum Defenders of the Faith de 1984.
1. «The Hellion»
2. «Electric Eye»
3. «Riding On the Wind»
4. «Heading Out to the Highway»
5. «Metal Gods»
6. «Bloodstone»
7. «Breaking the Law»
8. «Sinner»
9. «Desert Plains»
10. «The Ripper»
11. «Diamonds & Rust»
12. «Devil's Child»
13. «Screaming for Vengeance»
14. «You've Got Another Thing Comin'»
15. «Victim of Changes»
16. «Living After Midnight»
17. «The Green Manalishi (With the Two Pronged Crown)»
18. «Hell Bent for Leather»

1. «The Hellion»
2. «Electric Eye»
3. «Riding On the Wind»
4. «Grinder»
5. «Metal Gods»
6. «Bloodstone»
7. «Breaking the Law»
8. «Sinner»
9. «Desert Plains»
10. «The Ripper»
11. «Freewheel Burning»
12. «Screaming for Vengeance»
13. «You've Got Another Thing Comin'»
14. «Victim of Changes»
15. «Living After Midnight»
16. «The Green Manalishi (With the Two Pronged Crown)»
17. «Hell Bent for Leather»

## Fechas

### Fechas de 1982
| Fecha            | País           | Ciudad          | Recinto                            | Teloneros         |
| Norteamérica     | Norteamérica   | Norteamérica    | Norteamérica                       | Norteamérica      |
| ---------------- | -------------- | --------------- | ---------------------------------- | ----------------- |
| 26 de agosto     | Estados Unidos | Bethlehem       | Stabler Arena                      |                   |
| 28 de agosto     | Estados Unidos | East Troy       | Alpine Valley Music Theatre        |                   |
| 29 de agosto     | Estados Unidos | Springfield     | Prairie Capitol Convention Center  | The Rods          |
| 31 de agosto     | Estados Unidos | Amarillo        | Amarillo Civic Center              | The Rods          |
| 3 de septiembre  | Estados Unidos | El Paso         | El Paso County Coliseum            |                   |
| 7 de septiembre  | Estados Unidos | Houston         | Sam Houston Coliseum               | Krokus            |
| 9 de septiembre  | Estados Unidos | Corpus Christi  | Memorial Coliseum                  | Krokus            |
| 10 de septiembre | Estados Unidos | San Antonio     | HemisFair Arena                    | Rods y Krokus     |
| 11 de septiembre | Estados Unidos | Dallas          | Reunion Arena                      | Rods y Krokus     |
| 14 de septiembre | Estados Unidos | San Luis        | Kiel Auditorium                    | Iron Maiden       |
| 15 de septiembre | Estados Unidos | Kansas City     | Municipal Auditorium               | Iron Maiden       |
| 16 de septiembre | Estados Unidos | Lincoln         | Pershing Center                    | Iron Maiden       |
| 17 de septiembre | Estados Unidos | Bloomington     | Met Center                         | Axe y Iron Maiden |
| 19 de septiembre | Estados Unidos | Rockford        | MetroCentre                        | Axe y Iron Maiden |
| 21 de septiembre | Estados Unidos | Chicago         | International Amphitheatre         | Iron Maiden       |
| 22 de septiembre | Estados Unidos | Richfield       | Richfield Coliseum                 | Iron Maiden       |
| 23 de septiembre | Estados Unidos | Trotwood        | Hara Arena                         | Iron Maiden       |
| 25 de septiembre | Estados Unidos | Detroit         | Cobo Arena                         | Iron Maiden       |
| 26 de septiembre | Estados Unidos | Kalamazoo       | Wings Stadium                      | Axe y Iron Maiden |
| 28 de septiembre | Estados Unidos | Huntington      | Civic Center                       | Iron Maiden       |
| 29 de septiembre | Estados Unidos | Columbus        | Battelle Hall                      | Iron Maiden       |
| 1 de octubre     | Estados Unidos | Worcester       | The Centrum                        | Iron Maiden       |
| 2 de octubre     | Estados Unidos | Nueva York      | Madison Square Garden              | Iron Maiden       |
| 3 de octubre     | Estados Unidos | Harrisburg      | City Island                        | Iron Maiden       |
| 6 de octubre     | Estados Unidos | Portland        | Cumberland County Civic Center     | Iron Maiden       |
| 7 de octubre     | Estados Unidos | Providence      | Providence Civic Center            | Iron Maiden       |
| 8 de octubre     | Estados Unidos | Glens Falls     | Glens Falls Civic Center           | Iron Maiden       |
| 9 de octubre     | Estados Unidos | New Haven       | New Haven Coliseum                 | Iron Maiden       |
| 11 de octubre    | Estados Unidos | Binghamton      | Broome County Arena                | Iron Maiden       |
| 12 de octubre    | Estados Unidos | Filadelfia      | The Spectrum                       | Iron Maiden       |
| 13 de octubre    | Estados Unidos | Pittsburgh      | Pittsburgh Civic Arena             | Iron Maiden       |
| 15 de octubre    | Estados Unidos | Búfalo          | Buffalo Memorial Auditorium        | Iron Maiden       |
| 16 de octubre    | Estados Unidos | Siracusa        | Onondaga County Memorial           | Iron Maiden       |
| 17 de octubre    | Estados Unidos | Landover        | Capital Centre                     | Iron Maiden       |
| 19 de octubre    | Estados Unidos | Baltimore       | Baltimore Civic Center             | Iron Maiden       |
| 20 de octubre    | Estados Unidos | Salisbury       | Wicomico Youth and Civic Center    | Iron Maiden       |
| 21 de octubre    | Estados Unidos | Norfolk         | Norfolk Scope                      | Iron Maiden       |
| 22 de octubre    | Estados Unidos | East Rutherford | Brendan Byrne Arena                | Iron Maiden       |
| 23 de octubre    | Estados Unidos | Rochester       | Rochester War Memorial             | Iron Maiden       |
| 26 de octubre    | Canadá         | Montreal        | Verdun Auditorium                  |                   |
| 28 de octubre    | Canadá         | Toronto         | Maple Leaf Gardens                 | Coney Hatch       |
| 31 de octubre    | Canadá         | Edmonton        | Edmonton Expo Centre               |                   |
| 4 de noviembre   | Canadá         | Winnipeg        | Winnipeg Arena                     | Scorpions         |
| 6 de noviembre   | Canadá         | Edmonton        | Northlands Coliseum                | Coney Hatch       |
| 7 de noviembre   | Canadá         | Calgary         | Max Bell Centre                    | Coney Hatch       |
| 9 de noviembre   | Canadá         | Vancouver       | Coliseo del Pacífico               | Coney Hatch       |
| 12 de noviembre  | Estados Unidos | Portland        | Veterans Memorial Coliseum         | Coney Hatch       |
| 15 de noviembre  | Estados Unidos | Seattle         | Seattle Center Coliseum            | Coney Hatch       |
| 16 de noviembre  | Estados Unidos | Spokane         | Spokane Coliseum                   | Coney Hatch       |
| 18 de noviembre  | Estados Unidos | Fresno          | Selland Arena                      | Coney Hatch       |
| 19 de noviembre  | Estados Unidos | Daly City       | Cow Palace                         | Coney Hatch       |
| 21 de noviembre  | Estados Unidos | Long Beach      | Long Beach Arena                   | Coney Hatch       |
| 22 de noviembre  | Estados Unidos | Long Beach      | Long Beach Arena                   | Coney Hatch       |
| 23 de noviembre  | Estados Unidos | Phoenix         | Arizona Veterans Memorial Coliseum | Coney Hatch       |
| 26 de noviembre  | Estados Unidos | Las Vegas       | Alladin Theatre                    | Coney Hatch       |
| 27 de noviembre  | Estados Unidos | San Diego       | San Diego Sports Arena             | Coney Hatch       |
| 1 de diciembre   | Estados Unidos | Albuquerque     | Tingley Coliseum                   | Uriah Heep        |
| 2 de diciembre   | Estados Unidos | Denver          | McNichols Sports Arena             | Uriah Heep        |
| 5 de diciembre   | Estados Unidos | Cincinnati      | Cincinnati Gardens                 | Uriah Heep        |
| 9 de diciembre   | Estados Unidos | Southern Pines  | Sunrise Theater                    | Uriah Heep        |
| 12 de diciembre  | Estados Unidos | Memphis         | Mid-South Coliseum                 | Uriah Heep        |
| 14 de diciembre  | Estados Unidos | Indianapolis    | Market Square Arena                | Uriah Heep        |

### Fechas de 1983
| Fecha           | País                | Ciudad          | Recinto                               | Teloneros                                                                                      |
| Norteamérica II | Norteamérica II     | Norteamérica II | Norteamérica II                       | Norteamérica II                                                                                |
| --------------- | ------------------- | --------------- | ------------------------------------- | ---------------------------------------------------------------------------------------------- |
| 5 de enero      | Estados Unidos      | Louisville      | Lousville Gardens                     |                                                                                                |
| 9 de enero      | Estados Unidos      | Greenville      | Greenville Memorial Auditorium        |                                                                                                |
| 12 de enero     | Estados Unidos      | Albuquerque     | Tingley Coliseum                      |                                                                                                |
| 16 de enero     | Estados Unidos      | Greensboro      | Greensboro Coliseum Complex           |                                                                                                |
| 22 de enero     | Estados Unidos      | Madison         | Dane County Coliseum                  |                                                                                                |
| 24 de enero     | Estados Unidos      | Lansing         | Lansing Civic Center                  | Heaven                                                                                         |
| 25 de enero     | Estados Unidos      | Saginaw         | Saginaw Civic Center                  | Heaven                                                                                         |
| 26 de enero     | Estados Unidos      | Muskegon        | L.C. Walker Arena                     |                                                                                                |
| 27 de enero     | Estados Unidos      | Baton Rouge     | Riverside Centroplex                  |                                                                                                |
| 29 de enero     | Estados Unidos      | La Crosse       | La Crosse Center                      |                                                                                                |
| 1 de febrero    | Estados Unidos      | Tucsón          | Centro de Convenciones de Tucson      |                                                                                                |
| 6 de febrero    | Estados Unidos      | Little Rock     | Barton Coliseum                       |                                                                                                |
| 8 de febrero    | Estados Unidos      | Shreveport      | Hirsch Memorial Coliseum              |                                                                                                |
| 9 de febrero    | Estados Unidos      | Birmingham      | Boutwell Memorial Auditorium          |                                                                                                |
| 12 de febrero   | Estados Unidos      | Baton Rouge     | Riverside Centroplex                  |                                                                                                |
| 14 de febrero   | Estados Unidos      | Austin          | Frank Erwin Center                    |                                                                                                |
| 17 de febrero   | Estados Unidos      | Tulsa           | Tulsa Convention Center               |                                                                                                |
| 21 de febrero   | Estados Unidos      | Honolulu        | Honolulu International Center         |                                                                                                |
| 29 de mayo      | Estados Unidos      | San Bernardino  | US Festival, Gleen Helen Park         | junto a Van Halen, Scorpions, Ozzy Osbourne, Quiet Riot, Triumph, Motley Crüe                  |
| Europa          |                     |                 |                                       |                                                                                                |
| 12 de diciembre | Inglaterra          | Newcastle       | Newcastle City Hall                   | Quiet Riot                                                                                     |
| 13 de diciembre | Escocia             | Glasgow         | Apollo Theatre                        | Quiet Riot                                                                                     |
| 15 de diciembre | Inglaterra          | Manchester      | Manchester Apollo                     | Quiet Riot                                                                                     |
| 16 de diciembre | Inglaterra          | Londres         | Hammersmith Odeon                     | Quiet Riot                                                                                     |
| 17 de diciembre | Inglaterra          | Londres         | Hammersmith Odeon                     | Quiet Riot                                                                                     |
| 18 de diciembre | Alemania Occidental | Dortmund        | Rock and Pop Festival, Westfalenhalle | junto a Ozzy Osbourne, Scorpions, Iron Maiden, Def Leppard, Michael Schenker Group, Quiet Riot |
| 20 de diciembre | Inglaterra          | Leicester       | De Montfort Hall                      | Quiet Riot                                                                                     |
| 21 de diciembre | Inglaterra          | Birmingham      | Birmingham Odeon                      | Quiet Riot                                                                                     |
| 22 de diciembre | Inglaterra          | Birmingham      | Birmingham Odeon                      | Quiet Riot                                                                                     |

## Músicos
- Rob Halford: voz
- K.K. Downing: guitarra eléctrica
- Glenn Tipton: guitarra eléctrica
- Ian Hill: bajo
- Dave Holland: batería